# Ingegerd Troedsson
Ingegerd Troedsson, född Cederlöf 5 juni 1929 i Stockholm, död 3 november 2012 i Hacksta i Uppland, var en svensk (moderat) politiker och författare. Hon var i olika perioder riksdagsledamot, biträdande socialminister samt både vice talman och talman i riksdagen – i det senare fallet som första kvinna på posten.

## Biografi

### Politikerkarriären
Troedsson var riksdagsledamot 1974–1994 och biträdande socialminister 1976–1978. Hon var riksdagens förste vice talman 1979–1991 och därefter 1991–1994 talman, den första kvinnan i talmansämbetet.
Troedsson kandiderade till posten som partiledare för Moderaterna 1986 men förlorade mot Carl Bildt. Hon valdes istället till andre vice ordförande, en post som hon hade fram till 1993.

## Efter politikerkarriären
I december 2006 meddelade Ingegerd Troedsson att hon inte längre var medlem i Moderata samlingspartiet och istället ville kalla sig ”allmänborgerlig”.
Som pensionär ägnade sig Troedsson åt genealogisk och lokalhistorisk forskning. Hon var också ordförande för det tvärvetenskapliga forskningsprojektet om slaget vid Gestilren (1210), under medverkan av en lång rad ansedda forskare; den bok undersökningarna resulterade i, Striden i Gestilren 1210 – Varför? Vad hände? Och sen då?, utgavs 2009 med henne som redaktör. Hon tog 1994 initiativet till Riksarkivets vänförening Pro memoria.

## Familj
Troedson var dotter till överste Emil Cederlöf och dennes hustru Gerd (född Wibom). Hon gifte sig 1949 med Tryggve Troedsson.

## Utmärkelser
- Storkors av Norska förtjänstorden (1 juli 1992)[5]